# Graniczne Meandry Odry

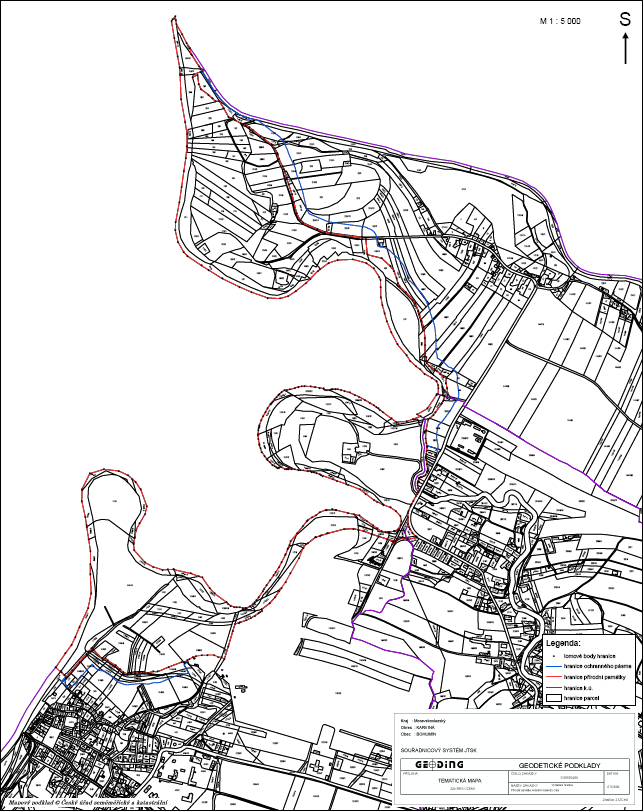
Graficzne przedstawienie chronionego obszaru w granicach Czech

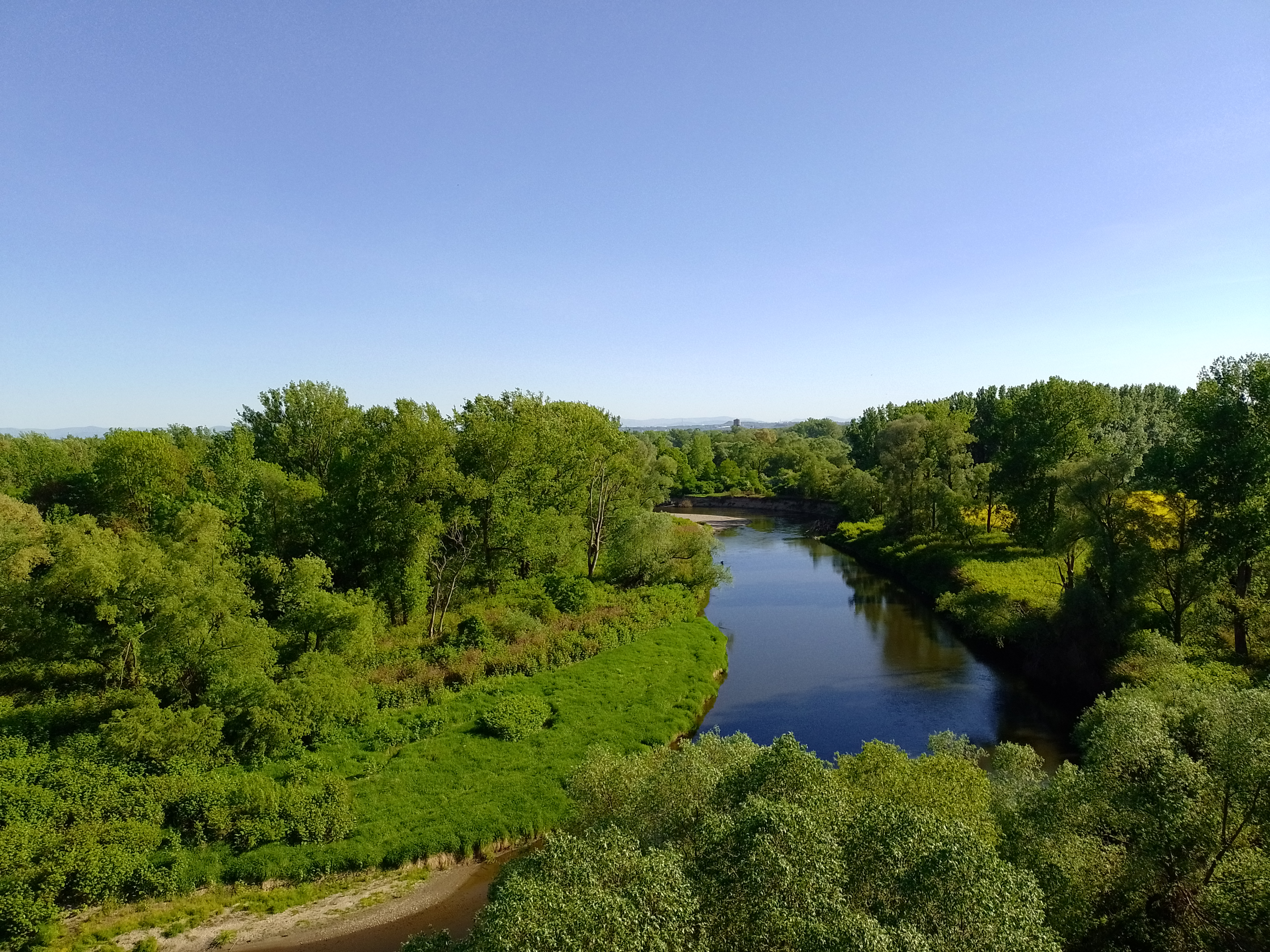
Widok na meandry z wieży widokowej w Zabełkowie

Graniczne Meandry Odry (cz. Hraniční meandry Odry) – chroniony obszar meandrów wzdłuż rzeki Odry na około 7-kilometrowym odcinku jej biegu od byłego przejścia granicznego Chałupki-Bogumin na południu do ujścia Olzy na północy. Na lewym brzegu znajduje się w granicach gminy Krzyżanowice w Polsce, a na prawym na terenie miasta Bogumina w Czechach.

## Charakterystyka obszaru
Teren położony jest na wysokości od 193 do 198 m n.p.m. Odra jest tutaj nieuregulowana i wciąż ulega procesom rzecznym, m.in. zmianie koryta, przez co granica polsko-czeska może się nieznacznie zmieniać. Tereny wokół niej stanowią łąki i lasy przeznaczone do naturalnego zalewania. Występuje tu ponad 126 gatunków roślin, w tym wiele cennych w skali europejskiej, jak grzybienie północne. Fauna reprezentowana jest przez rzadkie i chronione gatunki takie jak: bóbr europejski, borsuk, wydra europejska, orzeł przedni, zimorodek zwyczajny, rzekotka drzewna. W rzece można spotkać m.in. szczeżuję wielką, skójkę malarską, różankę czy piskorza. Na płyciznach zaś kumaka górskiego.
Pod koniec lat 90. XX wieku w starania na objęcie tego obszaru ochroną zaangażowały się różne organizacje jak WWF Polska i państwowe organy z obu stron granicy.

## Strona polska
Na obszarze 162 ha w gminie Krzyżanowice między Chałupkami a Zabełkowem stanowi obszar chronionego krajobrazu, ustanowiony 29 października 2004 rozporządzeniem wojewody śląskiego nr 78/04.
Granice obszaru chronionego krajobrazu w znacznym stopniu pokrywają się ze specjalnym obszarem ochrony siedlisk sieci Natura 2000 „Graniczny Meander Odry” PLH240013, ustanowionym w 2009 roku.

## Strona czeska

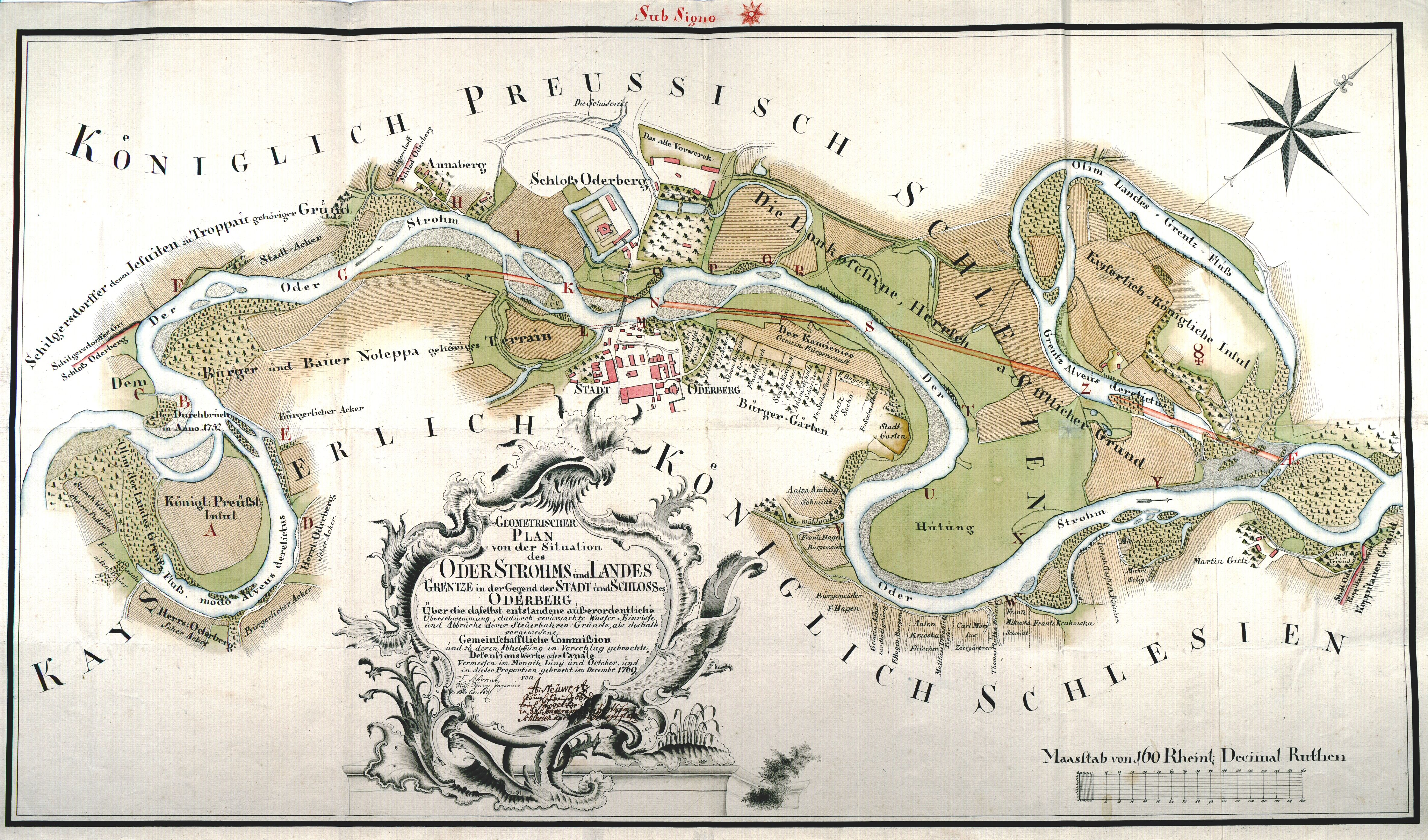
Plan granicznych meandrów Odry między Śląskiem Austriackim i Pruskim z 1769 r. ze zmienionym korytem po nadzwyczajnych powodziach tego roku

Obszar w granicach Bogumina stanowi pomnik przyrody uznany przez urząd kraju morawsko-śląskiego ustawą z dnia 6 września 2006, która weszła w życie 1 listopada tego samego roku. Obejmuje 126,36 ha w dzielnicach Stary Bogumin i Szonychel (Kopytów). Uroczyste otwarcie nastąpiło 25 maja 2007. W planach jest utworzenie ścieżki edukacyjnej na jej obszarze. Roczne utrzymanie go kosztuje 50 tys. koron czeskich, a do tej pory zainwestowano około 500 tysięcy koron.